# Claude Tenne
Claude Tenne, également connu sous le nom de Marc Ténard, né le 15 décembre 1936 dans le 14e arrondissement de Paris et mort le 7 janvier 1996  à Toulouse, est un militaire et prisonnier français.
Français engagé dans la Légion étrangère au début de la guerre d'Algérie, il déserte pour rejoindre l'Organisation de l'armée secrète. Il est surtout connu pour avoir été le seul détenu à s'être évadé depuis la maison centrale de Saint-Martin-de-Ré après avoir prétendu au statut de prisonnier politique.

## Biographie

### Enfance
À la fois socialiste et nationaliste[réf. nécessaire], son père, originaire de Bragayrac, fait carrière dans l’administration des douanes. Fier de lui et marqué par les valeurs transmises par ses parents[réf. nécessaire], il connaît une scolarité difficile, parcourant plusieurs centres de rééducation. Il fréquente l'école des Épinettes à Saint-Ouen puis est scolarisé chez les Frères des écoles chrétiennes. Il obtint son certificat d'études puis un CAP de forgeron-serrurier à Compiègne. À dix-sept ans il commence à travailler aux Forges de Saint-Ouen, pour Citroën où il milite à la CGT en 1954.
Il s'intéresse à cette époque à la guerre d'Indochine, et un camarade de travail ancien légionnaire lui donne l'idée de s'engager dans un régiment étranger de parachutistes[réf. nécessaire]. Il s'engage en novembre 1954, sous le nom de Marc Ténard de nationalité suisse, né à Yverdon de parents inconnus.

### Pendant la guerre d'Algérie
Après un an de formation au Kreider[pas clair] puis à l'École des troupes aéroportées de Blida, « Ténard » est affecté en 1955 à Zéralda, au 1er REP. Il est nommé caporal[Quand ?] et obtient deux citations, dont une pour avoir sauvé son lieutenant d'une noyade. 
Déserteur, Claude Tenne gagne Alger, et retrouve les ex-lieutenant Degueldre et sergent Dovecar dans le commando Delta 1 de l'OAS. Avec eux, il participe au meurtre du commissaire Roger Gavoury, qu'il poignarde lui-même le 31 mai. Il est arrêté à la Bouzareah le 4 juin 1961.

### Procès et emprisonnement pour meurtre
Le procès Gavoury a lieu du 26 au 30 mars 1962. Le Tribunal militaire juge les légionnaires Herbert Pietri, Claude Tenne, le sergent Albert Dovecar, Claude Piegts, Paul Frappoli et Jacques Malmassari pour le meurtre du commissaire Gavoury. Les trois légionnaires portent leur tenue de combat et leurs décorations. L'avocat général condamne le meurtre mais reconnaît des « mobiles idéologiques ». Tenne reconnaît le meurtre, mais considère qu'il n'a fait qu'obéir aux ordres. Après délibérations, il est condamné à la réclusion à perpétuité.
Ecroués à la maison centrale de Saint-Martin-de-Ré, laquelle vient d'être vidée des fellagas libérés, les trois légionnaires sont logiquement traités comme des condamnés de droit commun mais se voient néanmoins soumis, dans les faits, à un régime spécial plus privilégié. Claude Tenne organise des grèves de la faim et d'autres manifestations pour qu'ils obtiennent le statut de prisonniers politiques.

### Évasion

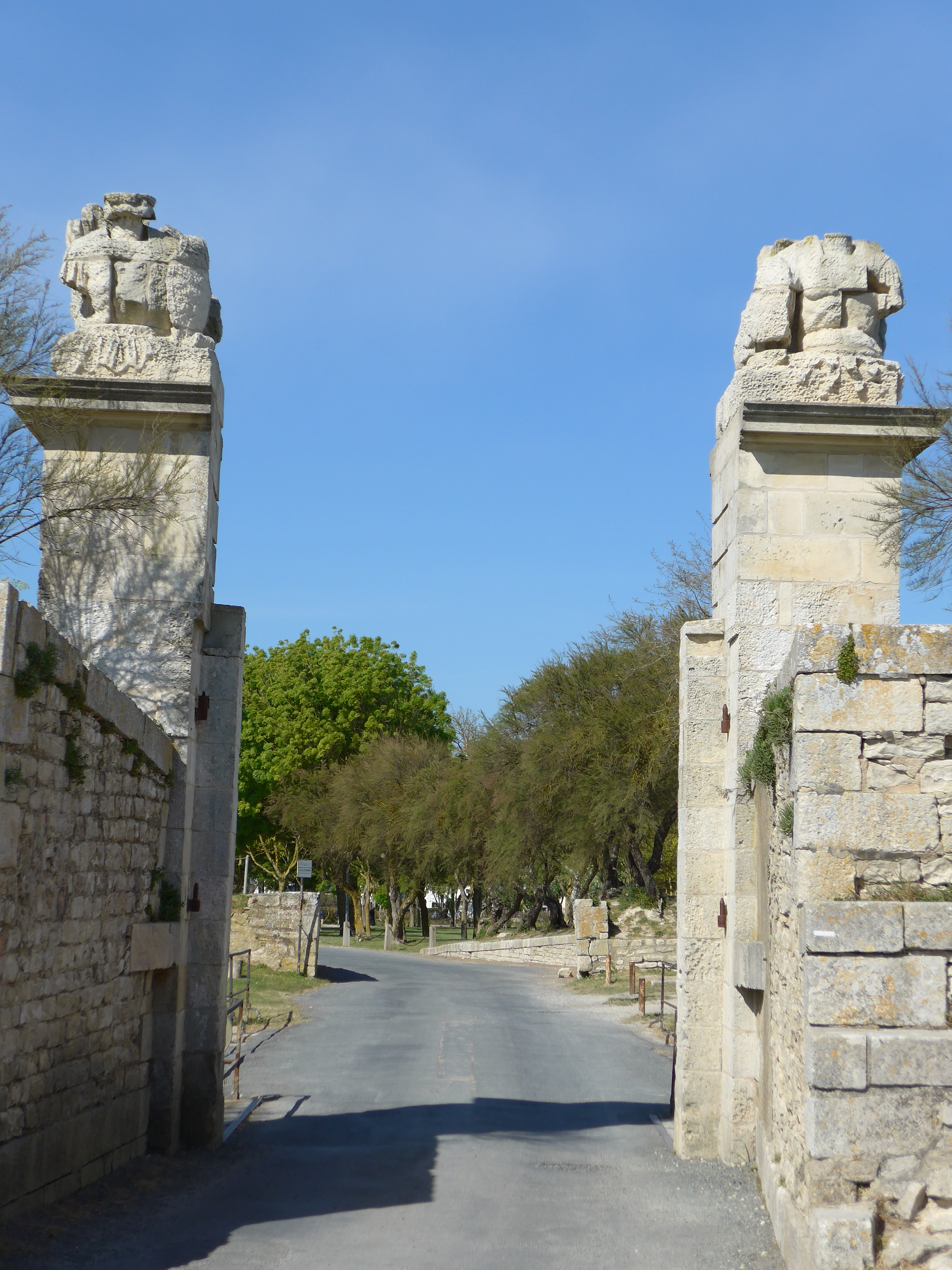
Passage menant à la citadelle.

Plusieurs tentatives d'évasion ont lieu : des codétenus ont essayé de creuser un tunnel qui partait d'une cellule ; d'autres ont tenté d'y arriver par des moyens plus classiques mais qui ont échoué car un détenu s'est refusé à tuer la sentinelle qui se trouvait sur son passage.
Claude Tenne s'évade toutefois le 3 novembre 1967, réussissant à se replier sur lui-même dans une cantine métallique. C'est un de ses codétenus, bénéficiant d'une libération, qui transporte la cantine officiellement remplie de livres. C'est dans le presbytère, pendant que ses camarades libérés s'entretiennent avec le curé, qu'il en sort pour emprunter le bac avec eux. Solidaires, les détenus refusent de rentrer dans leurs cellules pendant la soirée et organisent un chahut, ce qui retarde l'appel et la découverte de sa fuite. Ce n'est qu'à 13 heures le 4 novembre que l'on découvre la fuite. Il échappe aux cent cinquante mille hommes des forces de l’ordre mobilisés par le plan Rex (recherches exceptionnelles) et se réfugie enfin en Suisse.
De nombreux articles de journaux relatent cette évasion, unique dans l'histoire de la maison centrale de Saint-Martin-de-Ré, et qui fait suite à l'évasion de Marc Robin, autre détenu de Ré, de l'hôpital de La Rochelle. L'ex-détenu qui l'a aidé à s'échapper est inculpé de connivence d'évasion le 10 novembre, et condamné à trois mois d'emprisonnement en mars 1968.
Claude Tenne est le seul évadé de la prison de l'Île de Ré à ne jamais avoir été repris,.

### Amnistie et liberté
L’amnistie pénale des militants de l’Algérie française et de l’OAS provient de trois lois promulguées les 23 décembre 1964, 17 juin 1966 et 31 juillet 1968. Si Tenne avait été exclu de l'amnistie présidentielle du 15 juillet 1968 — tout comme Marc Robin, Pierre Lagaillarde et Philippe de Saint-Rémy — pour s'être soustrait à l'action de la justice, il bénéficie de la dernière loi d’amnistie du 31 juillet 1968. Claude Tenne retourne alors en France avec sa famille avant de publier dans l'année ses mémoires sous le titre Mais le diable marche avec nous.
Il se suicide d'une balle dans le cœur le 7 janvier 1996, place de la Bourse à Toulouse.